# Arndis Halla
 (octobre 2015).
Si vous disposez d'ouvrages ou d'articles de référence ou si vous connaissez des sites web de qualité traitant du thème abordé ici, merci de compléter l'article en donnant les références utiles à sa vérifiabilité et en les liant à la section « Notes et références ».
Arndís Halla Ásgeirsdóttir est une chanteuse d'opéra islandaise, soprano.

## Biographie
Arndís Halla a grandi près de Reykjavík et a contribué aux spectacles du Théâtre national islandais lorsqu'elle était adolescente. En 1994, elle se rend à Berlin pour faire ses études de chant classique à l'école supérieure des beaux arts (Hochschule der Künste). De 1998 à 2000, elle est engagée comme soliste à l'Opéra bizzare (Komische Oper) de Berlin, puis en 2001 l'Opéra national de Prague et l'Opéra Beseto en Corée du Sud.
Elle s'est fait connaître à l'international, en tenant le rôle de la Reine de la nuit dans La Flûte enchantée de Mozart. En 2007, Arndis Halla a ouvert le Festival du Film de Venise. Arndís a chanté dans Ariadne auf Naxos, le rôle de Zerbinetta à l'Opéra d'Islande et a été désignée comme meilleure chanteuse du pays. Après, elle a chanté le rôle-titre dans Evita. À partir de 2004, Arndís Halla est apparue comme chanteuse principale dans le plus grand salon de divertissement familial de l'Europe Apassionata. 
Depuis 2012, Arndís vit en Islande où elle travaille comme chanteuse et auteur-compositrice.
Le Südwestrundfunk, une télévision régionale du sud-ouest de l'Allemagne, a engagé Arndís pour un documentaire sur l'Islande qui dure 45 minutes et s'appelle Island - Feuer im Herzen (Islande - feu dans le cœur). Elle a arrangé des chansons pour le groupe de rock-médiévale Corvus Corax auquel elle a prêté sa voix. 
Arndís Halla a publié quatre albums.

## Discographie
- Óður (2007)
- Edda (2008)
- Keep on Walking (2012)
- Ístónar (2014)

Sous le nom Íslanda, elle a publicité son nouveau CD Álfadans en collaboration avec d'autres artistes islandais.